# Oligositinae
Die Oligositinae bilden eine Unterfamilie der Erzwespenfamilie Trichogrammatidae. Das Taxon geht auf den US-amerikanischen Entomologen William Harris Ashmead im Jahr 1904 zurück.

## Merkmale
Nach Pinto und Viggiani (2004) ist die Unterfamilie Oligositinae gekennzeichnet durch reduzierte männliche Genitalien, die so modifiziert sind, dass sie eine röhrenförmige Struktur bilden. Eine zangenförmige Struktur, zwei seitliche Teile (Paramere) sowie ein separater Aedeagus fehlen. Owen et al. (2007) führten aufgrund molekularbiologischer Analyseergnisse eine Revision der Trichogrammatidae durch. Dabei wurden die Paracentrobiini aus den Trichogrammatinae ausgegliedert und den Oligositinae zugeschlagen.

## Verbreitung
Die Oligositinae sind kosmopolitisch verbreitet.

## Lebensweise
Die Oligositinae sind Eiparasitoide verschiedener Insektenordnungen, darunter Käfer, Schnabelkerfe, Libellen, Fransenflügler und Heuschrecken.

## Innere Systematik
Die Oligositinae werden nach Owen et al. (2007) in drei Tribus gegliedert:
- Chaetostrichini
- Oligositini
- Paracentrobiini